# Metropolija Halifax
Metropolija Halifax je rimskokatoliška metropolija s sedežem v Halifaxu (Kanada); ustanovljena je bila leta 1852.
Metropolija zajema naslednje (nad)škofije:
- nadškofija Halifax, Kanada,
- škofija Antigonish,
- škofija Charlottetown in
- škofija Yarmouth.

## Metropoliti
- William Walsh (4. maj 1852-10. avgust 1858)
- Thomas Louis Connolly (8. april 1859-27. julij 1876)
- Michael Hannan (16. februar 1877-17. april 1882)
- Cornelius O'Brien (1. december 1882-9. marec 1906)
- Edward Joseph McCarthy (27. junij 1906-26. april 1931)
- Thomas O'Donnell (26. januar 1931-13. januar 1936)
- John Thomas McNally (17. februar 1937-18. november 1952)
- Joseph Gerald Berry (28. november 1953-12. maj 1967)
- James Martin Hayes (22. junij 1967-6. november 1990)
- Austin-Emile Burke (8. julij 1991-13. januar 1998)
- Terrence Thomas Prendergast (30. junij 1998-danes)